# Душан Миладиновић
Душан Миладиновић (Суботица, 20. фебруар 1924 — Линц, 30. децембар 2007) био је српски диригент-маестро, композитор и професор Музичке академије у Београду у Београду и дугогодишњи диригент и директор Опере Народног позоришта у Београду.

## Биографија
Рођен је 1924. године у Суботици. Његов отац био је Слободан Миладиновић, адвокат, а мајка Јелена Кантор Миладинвић. Након завршетка основне школе, завршио је Музичку школу „Мокрањац” у Београду и Музичку академију у Београду на одсеку певања у класи Јелке Стаматовић-Николић. Дипломирао је 1948. године, а на Одсеку дириговања-композиције, у класи Крешимира Барановића, дипломирао је 1953.
Био је ожењен Милицом Миладиновић, првкакињом Београдске опере, са којом је имао сина Дејана Миладиновића, позоришног редитеља.
Пензионерске дане је, до краја живота, проводио у Линцу, где је сарађивао са тамошњим црквеним хором. Преминуо је 30. децембра 2007. године у Линцу, а сахрањен је 4. јануара 2008. у Алеји заслужних грађана на Новом гробљу.

## Каријера
Још као дете Миладиновић је гледао представе НПДБ када је гостовало у Суботици, а како је током војне окупације због материјалних прилика био принуђен да се запосли, радио је 1943. године корепетитор у Опери Народноg позориштa у Београду, што га је определило да се бави музиком.
у Београдској опери био је запослен од 1949. као диригент, а од 1969. до 1973. године био је директор Београдске опере. Учествовао је у оснивању опере у Каиру и у њој наступао повремено од 1960. до 1964. Као сталан гост био је ангажован у Опери Српског народног позоришта од 1964. до 1968. године. Са операма Београда и Новог Сада а и самостално, гостовао је у Загребу Љубљани, Сарајеву, Скопљу, Нишу, Ријеци, Пули, Сплиту, Дубровнику, Осијеку, Суботици, Сомбору, Зрењанину, Панчеву, Крагујевцу, Ваљеву, Ужицу и Чачку, а у иностранству у Ослу, Копенхагену, Варшави, Букурешту, Софији, Варни, Солуну, Атини, Александрији, Каиру, Палерму, Катанији, Венецији, Модени, Лозани, Бечу, Братислави, Брну, Единбургу, Мадриду и Барселони.
Наступао је са симфонијским оркестрима и са хором „Београдских мадригалиста“ и као клавирски пратилац певача (у Женеви, Каиру и Софији). Од 1957. до 1963. предавао је дириговање и корепетицију на београдској Музичкој академији. Од 1947. је члан Удружења музичких уметника Србије. Са италијанског, руског, француског, немачког и мађарског језика преводио је оперска либрета (Дон Карлос, Отело, Набуко, Моћ судбине, Самсон и Далила, Сорочински сајам, Марта, Годишња доба, Јованка Орлеанка, Банк Бан).
Компоновао је соло песме, кантату Зулејима, музику за драмске комаде и балет Одбачена.
Носилац је Ордена рада са златним венцем; Народно позориште у Београду га је више пута наградило за дириговање: 1969. (Кнез од Зете), 1974. (Плавобради), 1976. (Турандот) и 1978 (Фалстаф), а 1975. добио је Награду Савеза културно-уметничких друштава Београда за дугогодишњи рад са аматерима. Орден Светог Саве I реда Миладиновић је добио за допринос култури од стране патријарха српског Павла, 2008. године.
Поред стандардног оперског репертоара, у Београду и Новом Саду се залагао за извођење домаћих аутора (М. Логар, П. Коњовић, С. Рајичић, С. Христић, Р. Бручи, Д. Радић, М. Келемен).